# Tōgo Murano
Tōgo Murano (村野 藤吾?, Murano Tōgo; Karatsu, 15 maggio 1891 – Takarazuka, 26 novembre 1984) è stato un architetto giapponese.
Sebbene i suoi anni formativi fossero stati tra il 1910 e il 1930, rimase attivo per tutta la sua vita e al momento della morte aveva realizzato oltre trecento progetti completati. 
Sebbene il suo lavoro mancasse di uno stile distintivo è stato riconosciuto come un maestro dell'interpretazione moderna dello  stile sukiya. La sua produzione ha riguardato grandi edifici pubblici, nonché alberghi e grandi magazzini ed egli è stato riconosciuto come uno dei maestri moderni del Giappone.

## Biografia

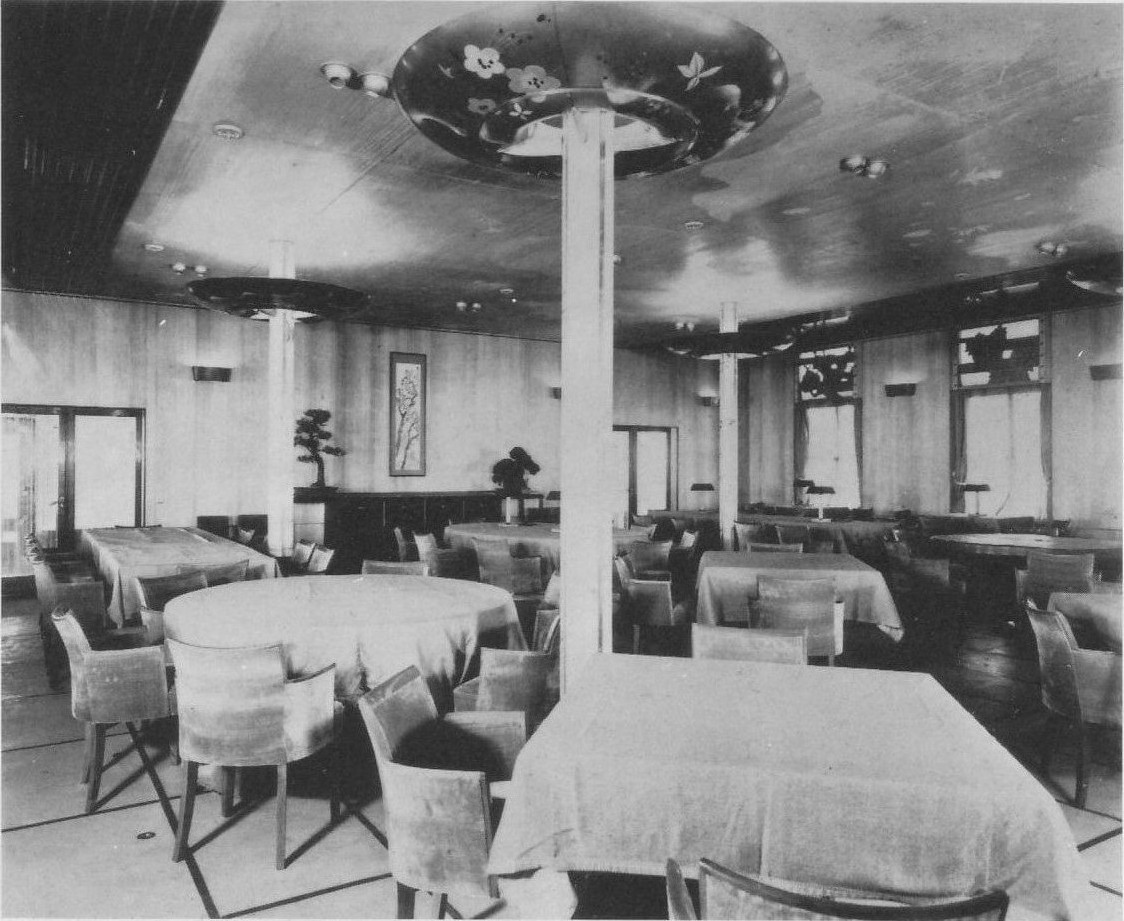
Sala da pranzo "Argentina Maru", 1939

Dopo aver svolto per due anni un servizio militare volontario, entrò nel Dipartimento di Ingegneria Elettrica presso l'Università di Waseda nel 1913. Nel 1915 si trasferì al Dipartimento di Architettura prima di laurearsi nel 1918. A differenza dei suoi contemporanei, si trasferì da Tokyo a Osaka e iniziò a lavorare presso l'ufficio di Kansai di Setsu Watanabe. Trascorse undici anni presso l'ufficio di Watanabe, imparando tutti gli aspetti del design e lavorando su molti progetti di grandi dimensioni come uffici, edifici commerciali e strutture culturali. Nel 1920 fu inviato negli Stati Uniti d'America e in Europa per approfondire la sua conoscenza e il suo vocabolario architettonico. Nel 1929 lasciò Watanabe per aprire il proprio studio.
Durante il periodo Taishō quando la cultura in Giappone fu liberata per la prima volta dall'autorità, la cultura divenne politicizzata e le sfumature nazionalistiche portarono gli architetti modernisti in conflitto con lo stato. Il liberale Murano incanalò questo conflitto in un interesse per l'architettura sukiya che gli permise di bilanciare tradizione e modernizzazione nel suo lavoro. A differenza del suo contemporaneo, Antonin Raymond, Murano corteggiò la semplicità, concentrandosi sulle arti nobili come la  cerimonia del tè e l'eleganza concettuale. Oltre a realizzare molti edifici in stile sukiya, come la Kasuien Annex del Miyako Hotel di Kyoto, Murano utilizzò lo stile sukiya per incorporare la tradizione giapponese in elementi presi in prestito dallo stile occidentale. Nei suoi lavori si possono trovare l'enfasi dello stile sukiya sulle superfici e la giustapposizione di materiali e dettagli elaborati, ad esempio, il soffitto incrostato in madreperla del palazzo Nihon Seimei Hibiya e del teatro Nissei a Tōkyō.
Nel 1949 Murano riorganizzò il proprio studio ed entro in società con Tiuchi Mori. Durante i suoi viaggi in Europa, negli anni 1920, si interessò all'architettura nordica. Aspetti delle opere di  Saarinen e  Östberg, come Municipio di Stoccolma, si trovano nei suoi progetti post-bellici come la Memorial Cathedral for World Peace (1954), la Yonago Public Hall (1958) e la Round Library presso l'Università del Kansai (1959). Alcuni dei suoi progetti successivi videro l'introduzione di motivi angolari, piani circolari e curve sensuali (come nel Tanimura Art Museum di Itoigawa). In altri, come la Industrial Bank of Japan, sfocò i confini tra muro e terra.
L'opera di Murano nel corso della sua carriera ha riguardato molti stili di architettura. Fu influenzato dall'architettura giapponese e occidentale, ma non si impegnò in una particolare ideologia. Anche se la quantità dei suoi progetti lo portò ad essere criticato semplicemente come un architetto commerciale, diede sempre la massima priorità alle esigenze dei suoi clienti.
Nel corso della sua vita fu autore di alcune pubblicazioni. Tra queste Staying above style! nel 1919 e The Economic Environment of Architecture nel 1926. Nel suo Looking While Moving, del 1931, si scontrò con Le Corbusier e lo stile internazionale e dichiarò che i grattacieli di Manhattan erano la via da seguire.
Oltre alle sue opere di architettura, Murano progettò il salotto e le sale da pranzo di prima classe per lussuose navi da crociera, e per le portaerei giapponese Kaiyo, Argentina Maru e Brazil Maru, entrambe varate nel 1939. Le navi vennero affondate durante seconda guerra mondiale.
Nel 1973 Murano ricevette un dottorato onorario dall'università di Waseda.  Docomomo elencò cinque edifici di Murano nella sua selezione dei 100 più importanti edifici modernisti giapponesi. La rivista di design giapponese Casa Brutus nominò Murano, come uno dei maestri moderni giapponesi, nel numero speciale di aprile 2009.

## Morigo Company Tokyo branch
Questa fu il progetto di debutto di Murano dopo che lasciò l'ufficio di Setsu Watanabe. Completato nel 1931, l'edificio Morigo era un edificio per uffici a sette piani situato nel quartiere di Nihonbashi, a Tokyo. Le piastrelle maiolicate sulla facciata conferiscono una presenza più calda alla strada di quanto ci si aspetterebbe normalmente per un edificio delle sue dimensioni. Le finestre regolarmente distanziate si trovano a filo della parete esterna del muro e questo insieme all'angolo curvo e alla grondaia palese riducono l'ingombro visivo e conferiscono all'edificio linee pulite. Nel 1960 venne aggiunto un ottavo piano, ma questo non danneggiò l'aspetto generale dell'edificio.

## Ube City Public Hall

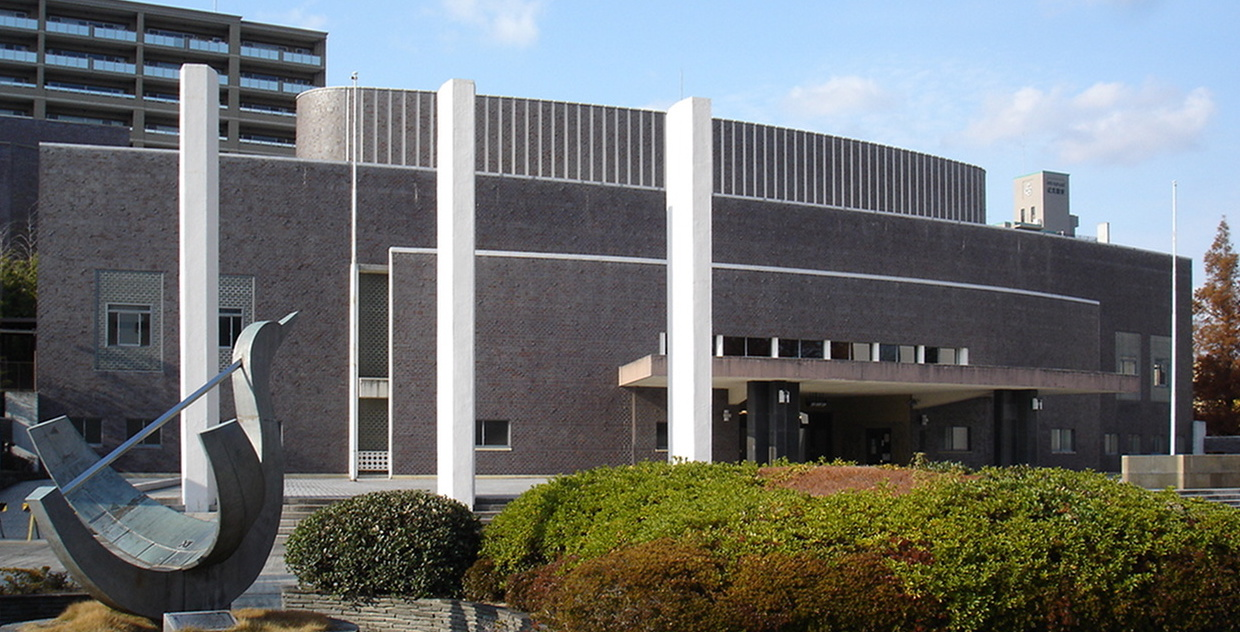
Ex City Public Hall (municipio) di Ube. Ingresso principale e sei pilastri in calcestruzzo.

Per celebrare I 40 anni dalla sua fondazione, la Ube Industries donò questo edificio alla città di Ube, nel 1937, per commemorare il suo fondatore Yūsaku Watanabe. Il complesso, da fungere come teatro, è stato progettato a forma di ventaglio con le aree posteriori al punto di giunzione del ventaglio, i cui elementi si irradiano, a loro volta sul palcoscenico, l'auditorium e l'ingresso. Sei colonne alettate autoportanti in cemento armato (tre per lato) incorniciano l'ingresso principale e rappresentano ciascuna delle sei società affiliate che donarono i fondi per la costruzione dell'edificio. Originariamente le piastrelle sui tre cerchi concentrici della facciata principale avevano una finitura smaltata in carminio bruciato, ma durante i lavori di restauro, del 1994, sono state sostituite con piastrelle cotte in terra bruciata. Le colonne in cemento a vista erano dipinte.
L'interno dell'edificio rivela maggiori dettagli decorativi rispetto all'aspetto volumetrico. Massicce colonne circolari sostengono spazi curvi illuminati dalla luce naturale indiretta. La costruzione a tegole rovesce del tetto è stata pioniera del suo tempo e sia l'acustica che la visibilità sono state riconosciute come eccellenti.

## Memorial Cathedral for World Peace

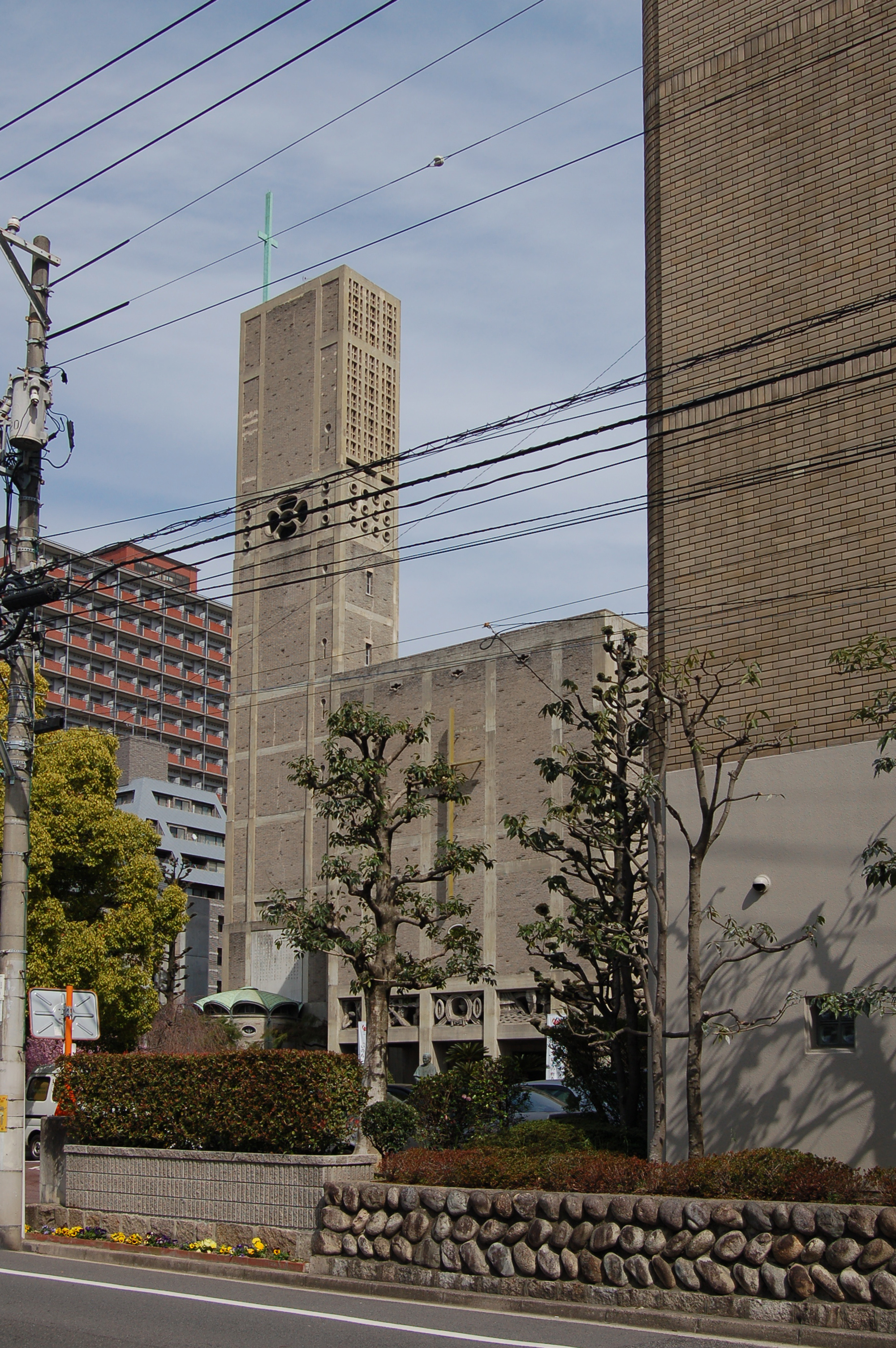
Memorial Cathedral for World Peace, Hiroshima, 1954, di Togo Murano e Masashi Kondo

La cattedrale cattolica sita in questo luogo fu distrutta nel 1945 dai bombardamenti atomici di Hiroshima e Nagasaki. Nel 1947 fu lanciato un concorso di progettazione per scegliere un progetto per il nuovo edificio. Vennero presentati 177 progetti da parte di architetti giapponesi come Kenzō Tange e Kunio Maekawa, ma non fu dichiarato alcun vincitore. Murano finì col fare il progetto sebbene fosse stato in realtà uno dei giurati.
La cattedrale si trova tra l'Hiroshima Peace Memorial Park di Tange e la Stazione di Hiroshima. Il trattamento volumetrico del progetto è stato influenzato da Auguste Perret, mentre l'inclusione di una cupola circolare sul santuario e di piccole cappelle cilindriche su entrambi i lati del volume principale sono echi di architettura bizantina. Il telaio graticcio in calcestruzzo con pannelli interni ricorda l'architettura tradizionale giapponese così come le forme delle finestre che penetrano nella torre. I mattoni che incorniciano gli infissi sono stati fatti con terra contenente cenere della bomba atomica e sono posati in modo che le loro superfici ruvide proiettano ombre sulla facciata. L'architetto Kenji Imai ha progettato le sculture sopra il portale principale. Murano intraprese un certo numero di progetti religiosi dopo questo e, in seguito, si convertì al cattolicesimo.

## Kasuien, Miyako Hotel

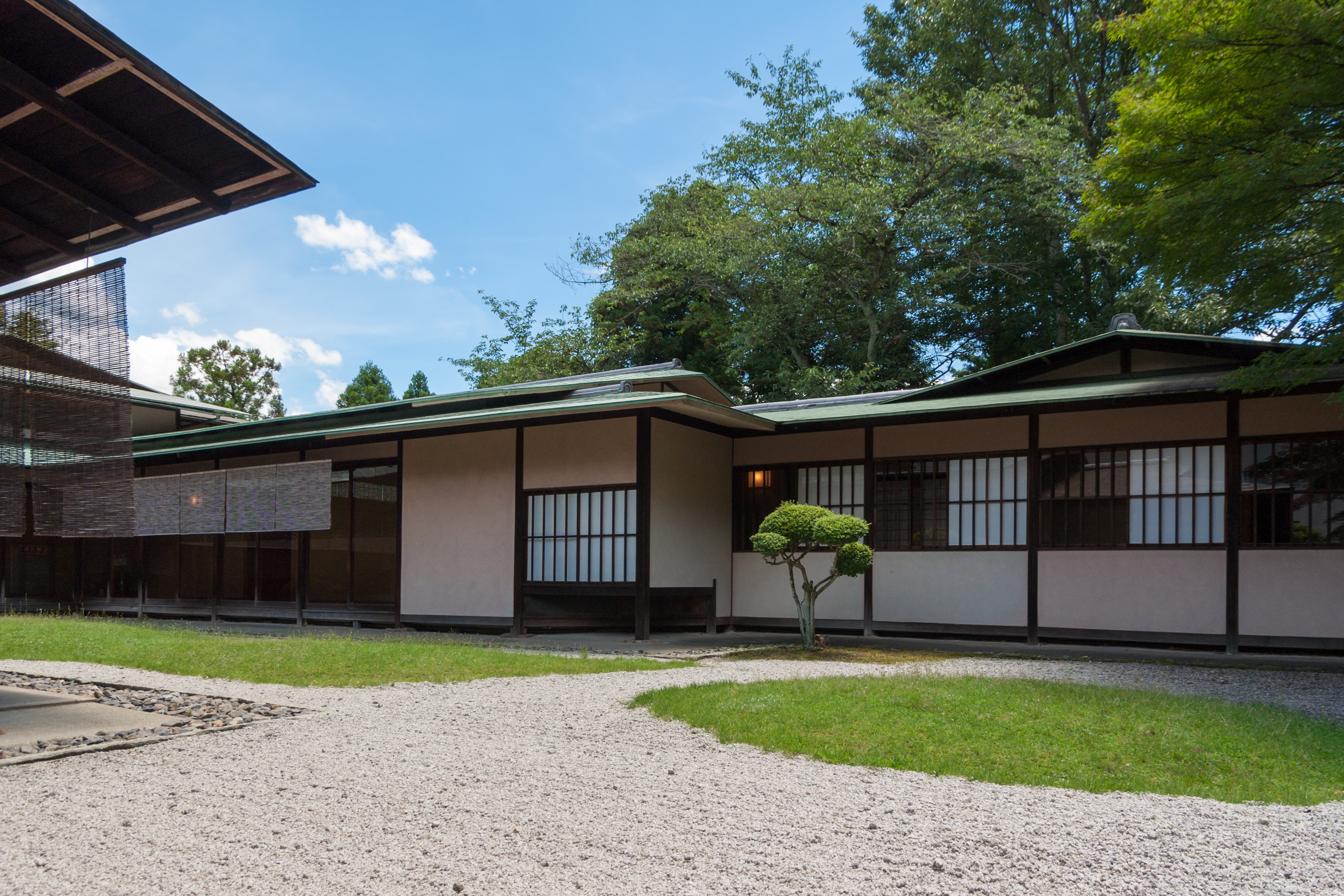
Kasuien, Miyako Hotel, Kyoto, 1959

Murano ha progettato questo annesso all'Hotel Miyako di Kyoto in stile Sukiya. La planimetria di Kasuien è strutturata per racchiudere un giardino ed è stata ispirata dal Daigo-ji di Kyoto. L'annesso è definito come una serie di padiglioni disposti all'interno del paesaggio inclinato e collegati da passerelle chiuse. Sebbene la sfumatura del design sia una delle tradizioni Sukiya, ordinata secondo i principi della cerimonia del tè, Murano ha innestato su questa sua interpretazione moderna l'uso di materiali come acciaio e cemento come struttura primaria. Ha usato questi materiali per modificare i dettagli altrimenti tradizionali rendendoli più sottili e leggeri.

## Monastero trappista di Nishinomiya
Il monastero trappista di Nishinomiya, progettato nel 1969, è situato sul Monte Rokkō in Giappone. È sede di circa 90 monachee. L'edificio è situato su un terreno in pendenza in un bosco ed è pianificato attorno a un chiostro sopraelevato sul quale si affacciano gli elementi dell'edificio. Sebbene sia stato paragonato al Convento di Santa Maria de La Tourette, di Le Corbusier, differisce da quel progetto per avere un rapporto molto più intimo con il suo ambiente naturale e una facciata più leggera.

## Progetti selezionati
- 1931 Morigo Company Tokyo branch
- 1936 Sogo Department Store, Osaka
- 1937 Ube City Public Hal
- 1954 Memorial Cathedral for World Peace
- 1959 Kasuien, The Miyako Hotel
- 1959 Yokohama City Hall, Yokohama
- 1969 Nishinomiya Trappist Monastery
- 1980 Takarazuka City Hall, Takarazuka
- 1983 Tanimura Art Museum, Itoigawa

## Galleria d'immagini

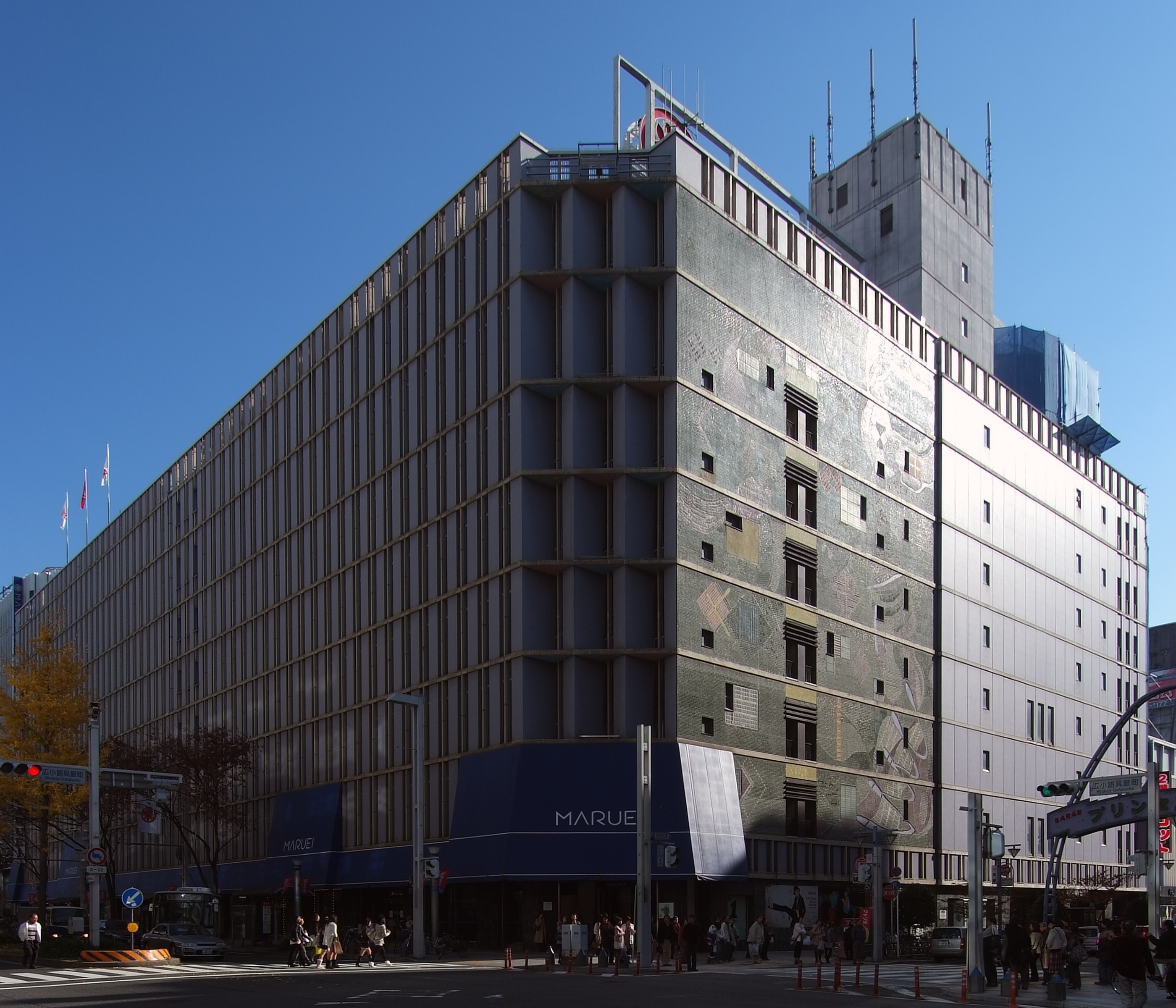
Centro commerciale Maruei, Nagoya, 1953
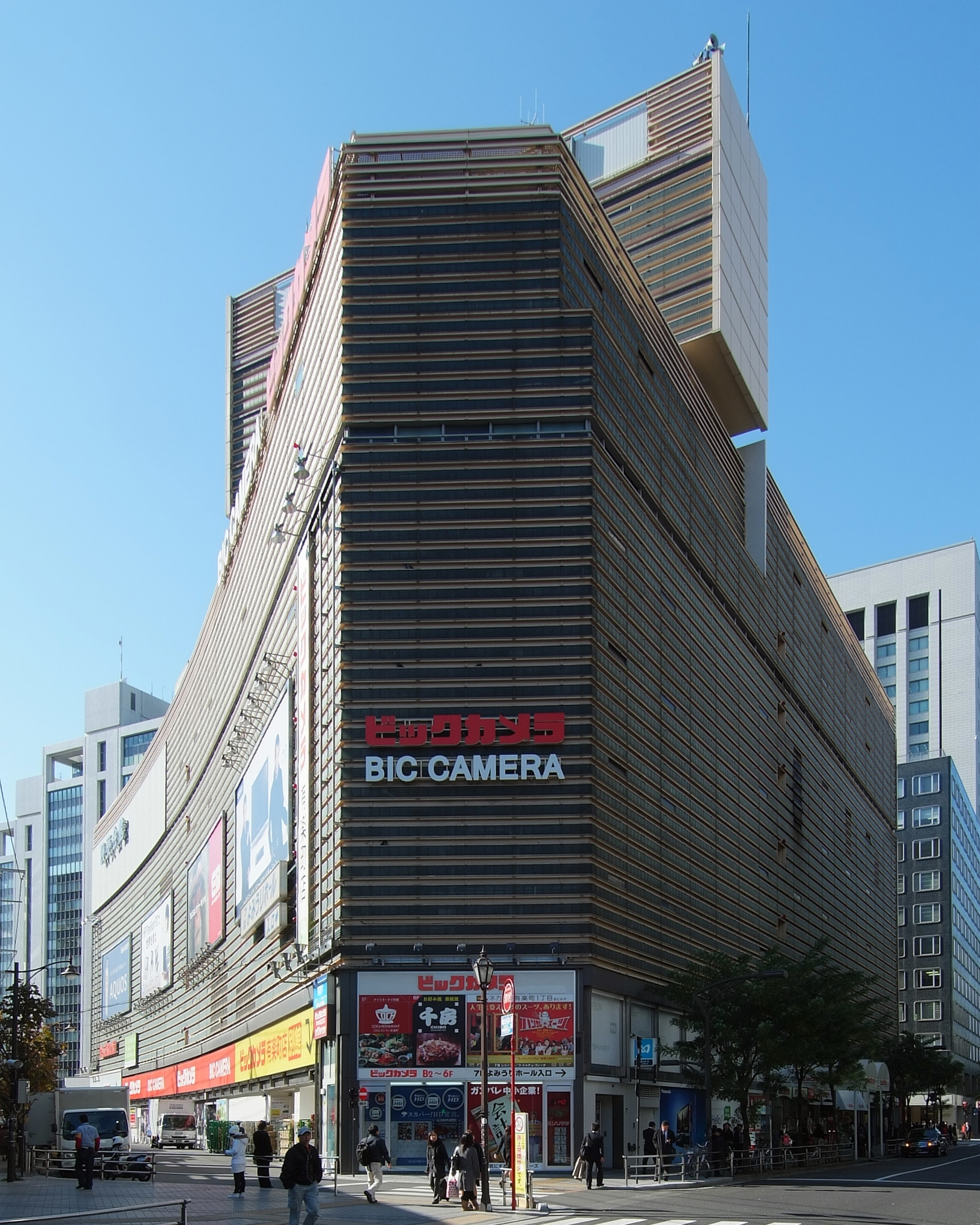
Yomiuri Hall, a Yurakucho Tokyo, 1957
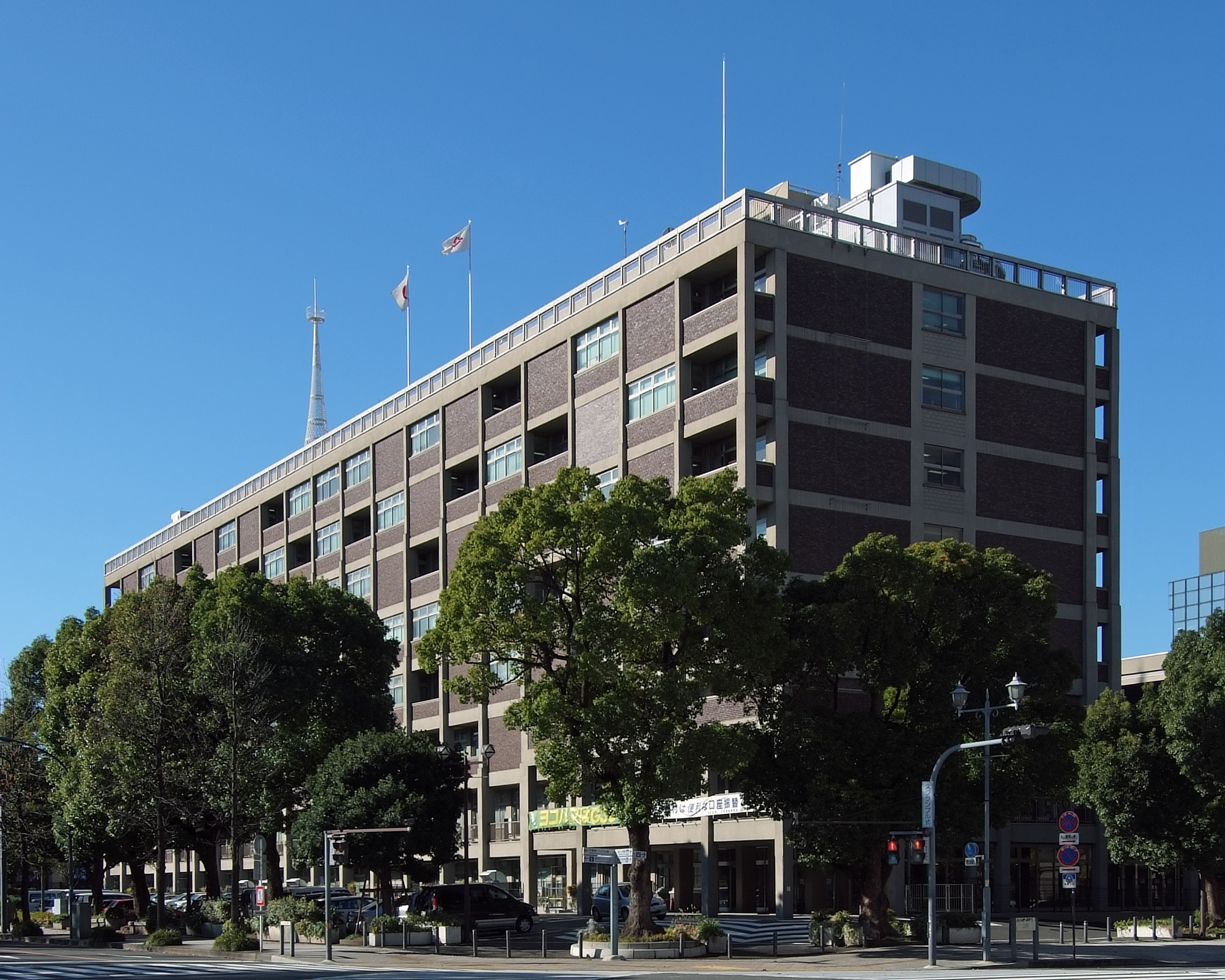
Yokohama City Hall, a Yokohama Kanagawa, 1959
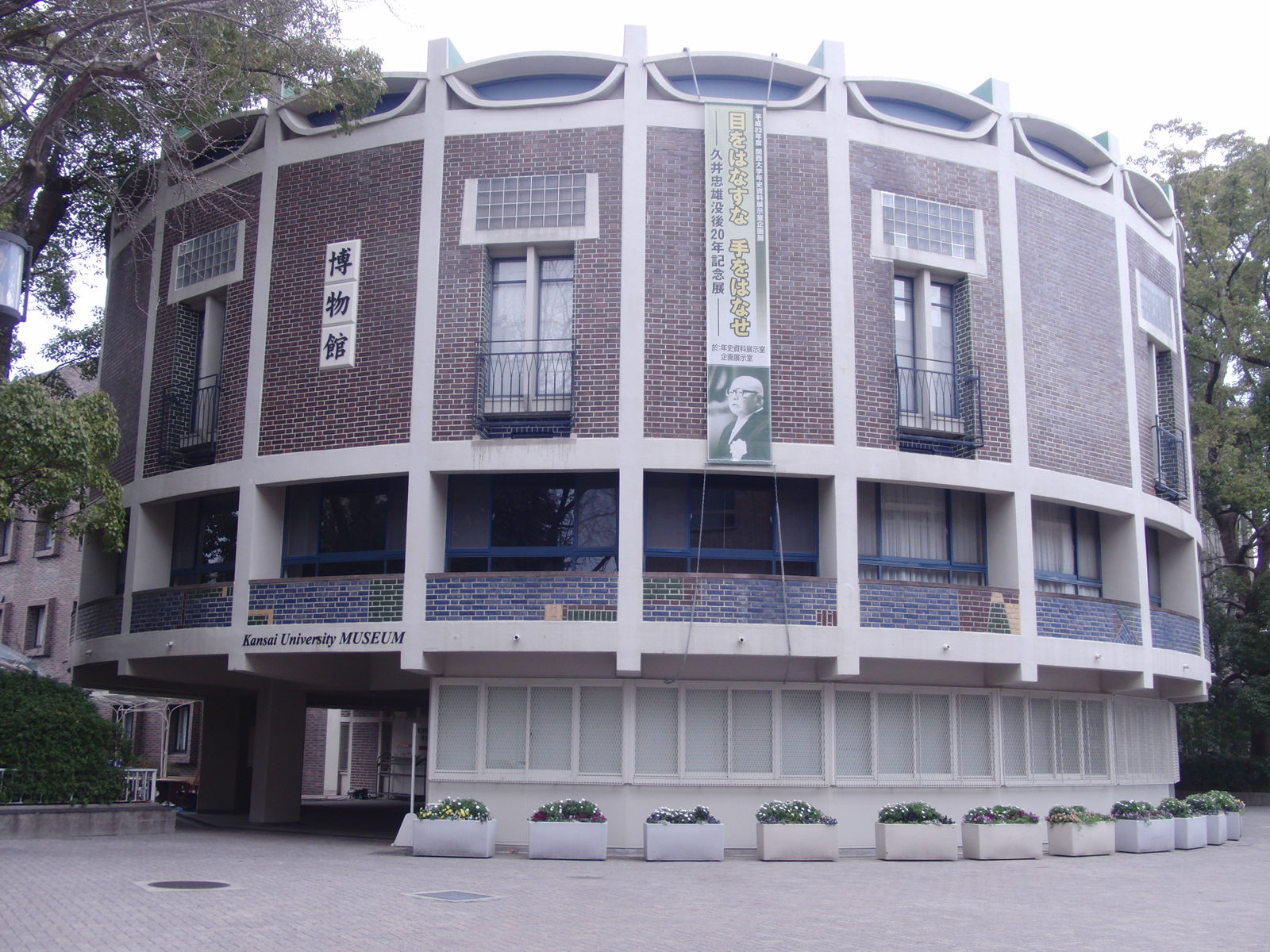
Former Round Library, Università del Kansai, 1959
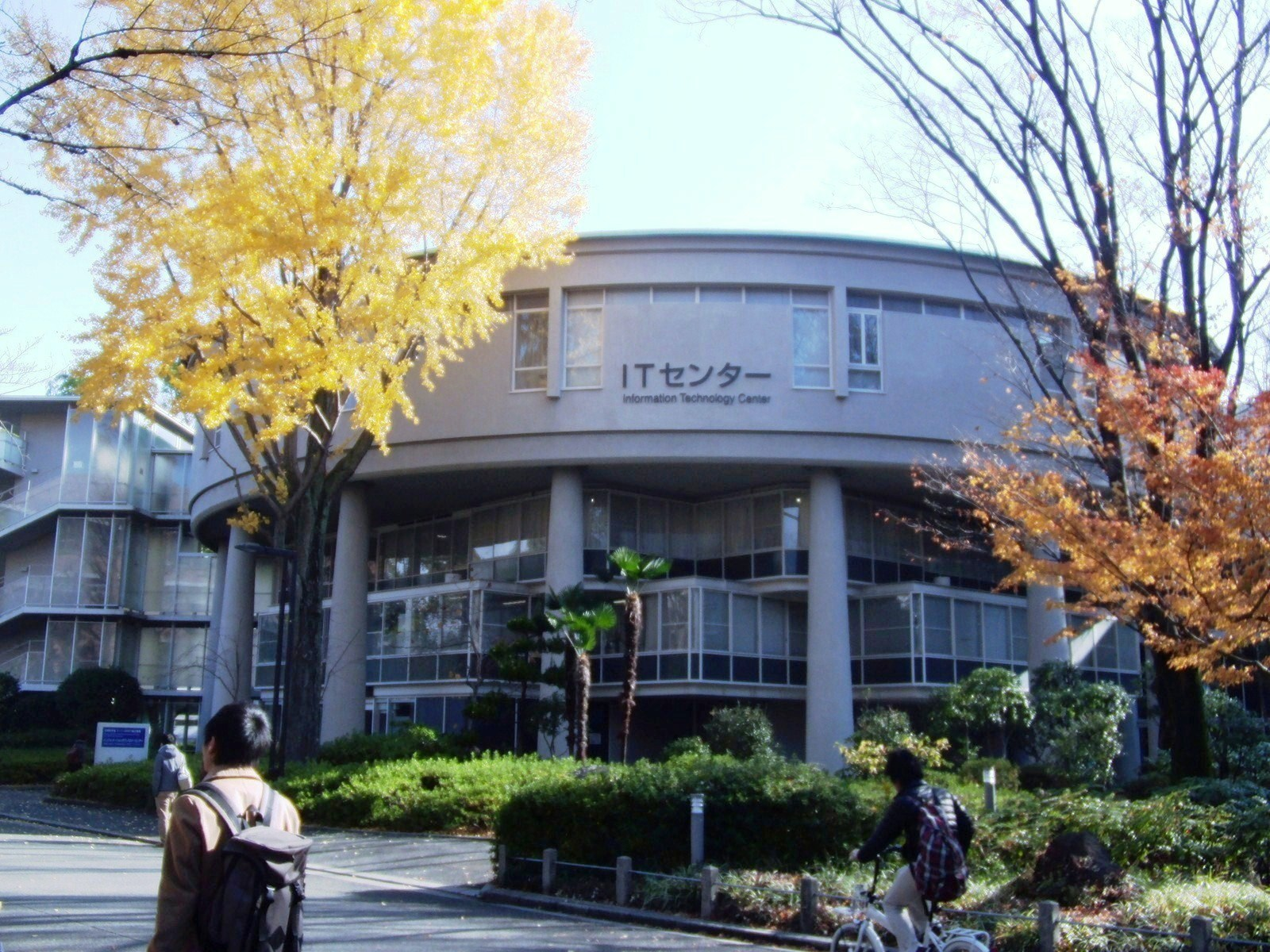
Former Specialists' Library, Università del Kansai, 1964
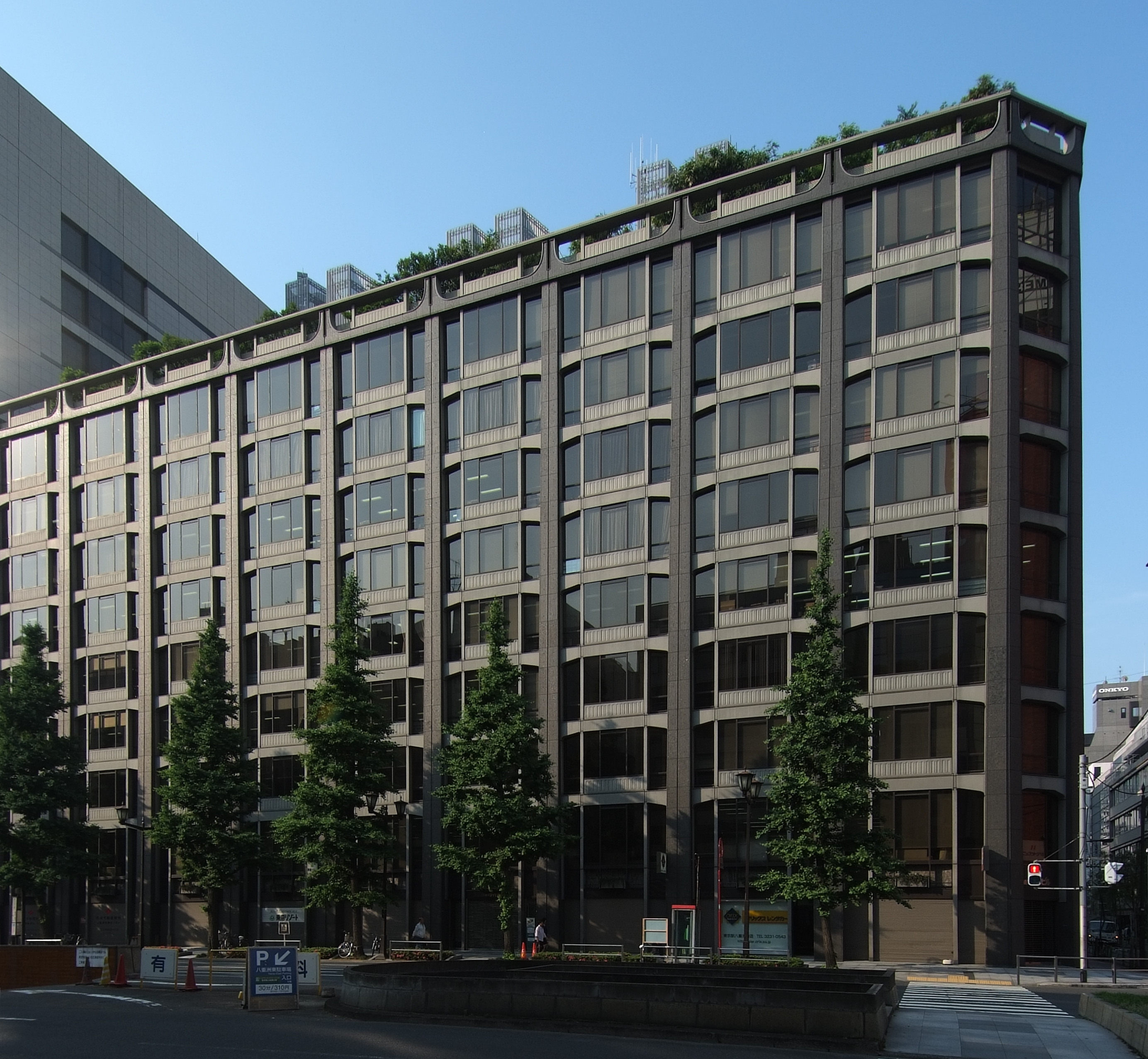
Yaesu Daibiru, a Chuo-ku Tokyo, 1965
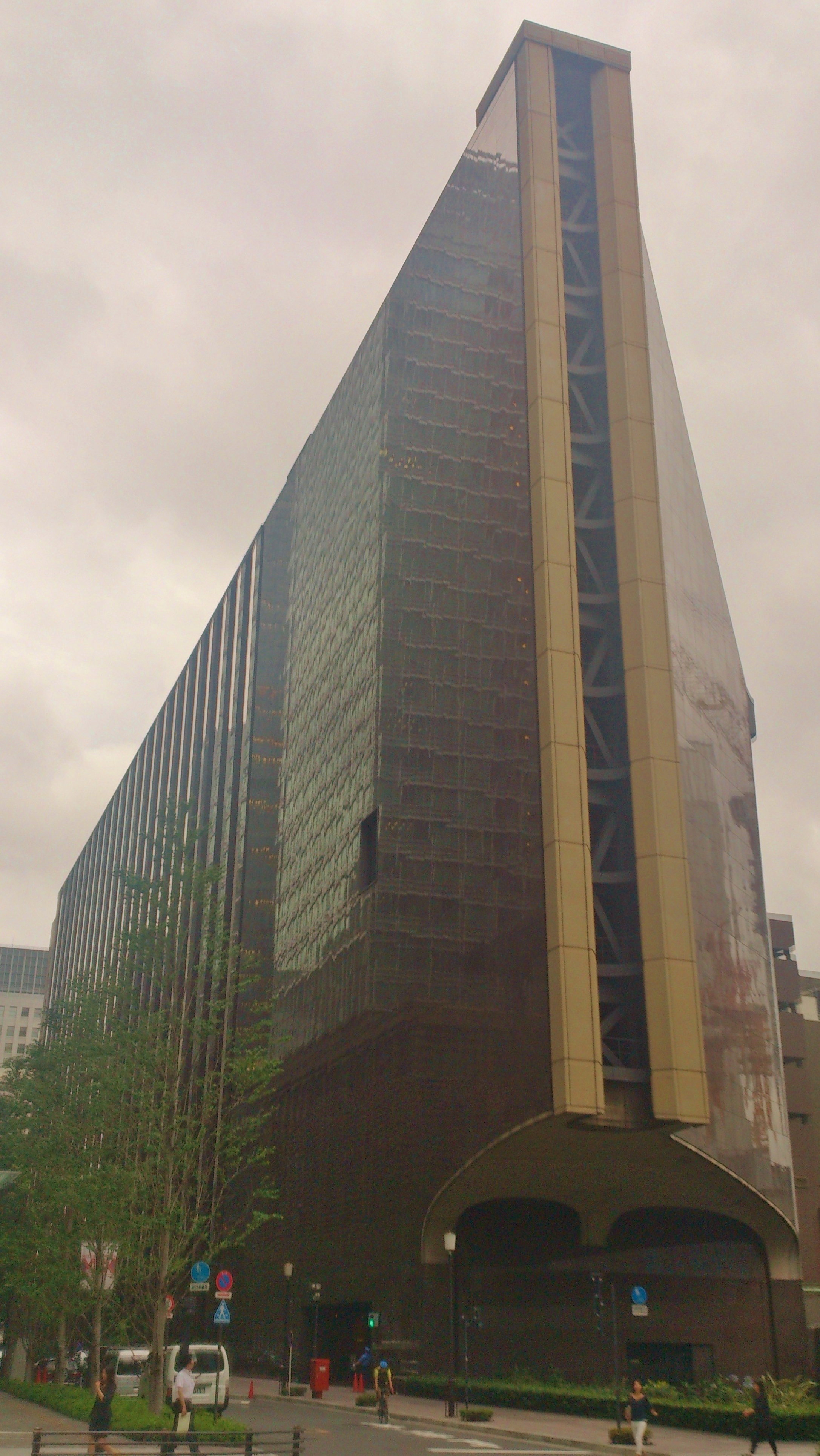
Sede centrale della Old Industrial Bank of Japan, a Marunouchi Tokyo, 1974
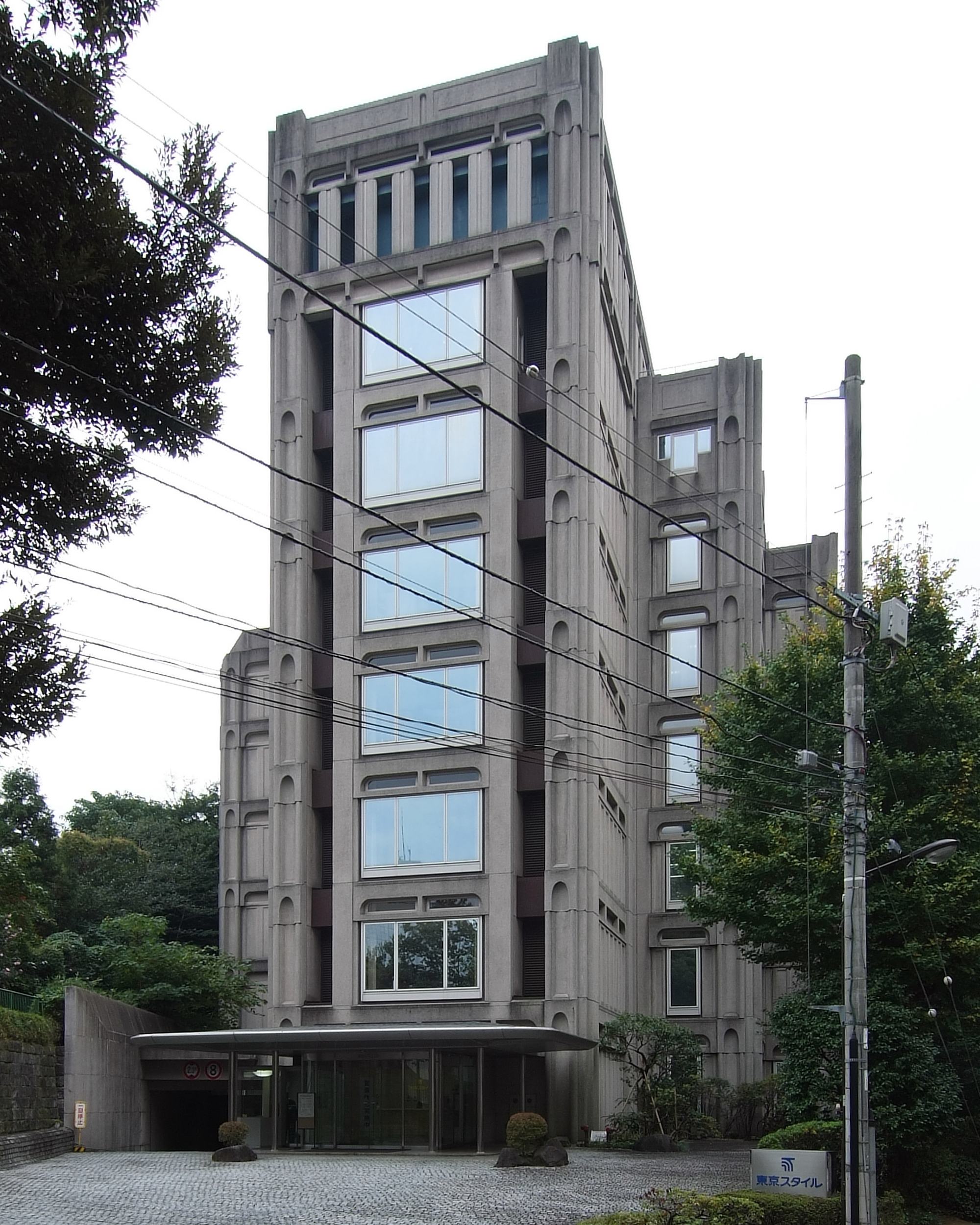
Daibiru Kōjimachi, Tokyo, 1976
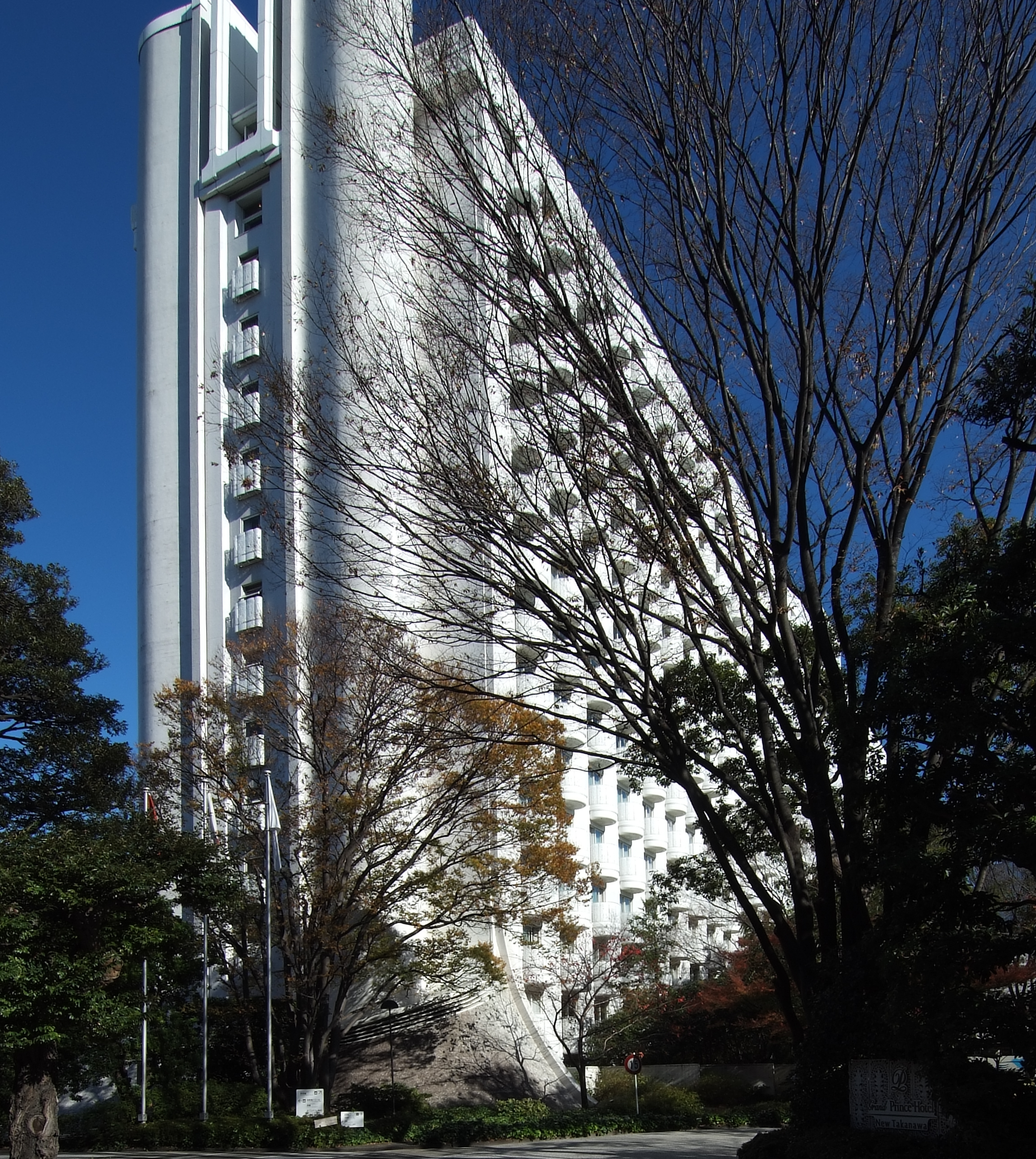
Grand Prince Hotel New Takanaya, 1982